# أحمد سعد عبد الله
أحمد سعد عبد الله لاعب سعودي يلعب في نادي الوحدة.
يلعب في الظهير الأيسر والوسط الأيسر يمتاز بنزعاته الهجومية أصيب هذا اللاعب مطلع موسم 2007 - 2008 ولم يشارك مع الفريق كثيراً وفي موسم 2008 - 2009 في الانتقالات الشتوية أعير إلى نادي الرائد وقدم مستويات جميلة وعاد إلى النصر في موسم 2009 - 2010 ووقع عقد احترافي مع النصر لمدة 4 مواسم وأعير لمدة موسم لنادي الرائدو انتقل في صيف 2011 إلى نادي الإتفاق و لعب لهم لمدة موسم واحد و انتقل بعدها إلى نادي الشعلة كان يحمل مع الاتفاق الرقم 25 وكان يحمل مع الرائد الرقم 5 وكان يحمل مع النصر الرقم 13.
وقع مع نادي الوحدة في عام 2015 و لعب معهم لمدة موسم واحد و لم يتم التجديد معه .

## روابط خارجية
- أحمد سعد عبد الله على موقع قاعدة بيانات كرة القدم.إي يو (الإنجليزية)
- أحمد سعد عبد الله على موقع Soccerway.com (الإنجليزية)
- أحمد سعد عبد الله على موقع كووورة